# Dujker zatokowy
Dujker zatokowy (Cephalophorus ogilbyi) – gatunek ssaka parzystokopytnego z rodziny wołowatych, zaliczany do grupy dujkerów. Gatunek słabo poznany.

## Systematyka
Przeniesiony w 2022 roku z Cephalophus do Cephalophorus na podstawie analiz molekularnych i morfologicznych.

## Występowanie i biotop
Obecny zasięg występowania gatunku obejmuje Nigerię, Kamerun, Gabon, Gwineę Równikową i Republikę Konga.
Zasiedla nizinne tereny pokryte wilgotnym lasem równikowym. Na wyspie Bioko rozprzestrzenił się również na terenach do wysokości 1200 m n.p.m.

## Charakterystyka ogólna
| Podstawowe dane         | Podstawowe dane |
| ----------------------- | --------------- |
| Długość ciała           | 85–115 cm       |
| Długość ogona           | 12–15 cm        |
| Wysokość w kłębie       | ok. 55 cm       |
| Masa ciała              | 14–20 kg        |
| Dojrzałość płciowa      | brak danych     |
| Ciąża                   | brak danych     |
| Liczba młodych w miocie | brak danych     |
| Długość życia           | brak danych     |

### Wygląd
Ubarwienie brązowe przeplatane szarym włosem, jaśniejsze w dolnych partiach ciała. Rogi występują u przedstawicieli obu płci, u samców osiągają długość 8–12 cm, a u samic 4–6 cm.

### Tryb życia
Obserwowany pojedynczo lub w parach, prowadzi prawdopodobnie dzienny tryb życia. Żywi się głównie owocami. Notowano obecność dujkerów zatokowych żerujących w pobliżu skupisk małp żywiących się owocami. Dujkery zatokowe zjadały owoce opadłe lub strącone przez małpy.

### Rozród
Biologia rozrodu tego gatunku nie została jeszcze zbadana.

## Podgatunki
- djuker białonogi (Cephalophorus ogilbyi ogilbyi) – Nigeria, Kamerun i wyspa Bioko
- djuker zatokowy (Cephalophorus ogilbyi crusalbum) – Gabon i Republika Konga

Wyróżniany wcześniej C. o. brookei jest obecnie klasyfikowany jako odrębny gatunek djuker liberyjski (Cephalophorus brookei) 

## Zagrożenia i ochrona
Liczebność populacji szacowana jest na ok. 30 tys. osobników. Ze względu na postępującą utratę siedlisk oraz polowania dujker zatokowy został objęty konwencją waszyngtońską  CITES (załącznik II). W Czerwonej księdze gatunków zagrożonych Międzynarodowej Unii Ochrony Przyrody i Jej Zasobów został zaliczony do kategorii LC (niższego ryzyka), podgatunek C. o. ogilbyi w kategorii VU.